# گورستان صادره
گورستان صادره مربوط به دوران‌های تاریخی پس از اسلام است و در شهرستان مهر، بخش خوزی، روستای صادره واقع شده و این اثر در تاریخ ۲۴ تیر ۱۳۸۲ با شمارهٔ ثبت ۹۲۱۱ به‌عنوان یکی از آثار ملی ایران به ثبت رسیده است.